# Јована Стојиљковић
Јована Стојиљковић (Београд, 19. марта 1992) српска је позоришна, телевизијска и филмска глумица.
Од другог разреда основне ишла је у школу глуме Ненада Ненадовића, а у трећој години средње добија своју прву улогу у филму Клип. Дипломирала је глуму на Факултету драмских уметности у Београду, у класи професора Драгана Петровића. Награђена је за улогу Маје у филму Панама, за најбољу женску улогу нишких филмских фестивала Царица Теодора, фестивала Цинема цитy у Новом Саду и филмском фестивалу „LIFFE” у Лесковцу. Такође, Јована је награђена за улогу Дуње у кратком филму Град и најбољу женску улогу на Филмском фестивалу у Сарајеву. Ту је и Башта фест и Студенски фестивал Илиноису (САД). Такође има награде Факултета драмских уметности „Мата Милошевић” и „Бранивој Ђорђевић”. Игра главну женску улогу у филму Јужни ветар  Милоша Аврамовића.

## Биографија
Јована Стојиљковић је рођена у Београду, 19. марта 1992. године. Одрасла је у Земуну. Њен отац је био др Владимир Стојиљковић, ванредни професор Правног факултета Универзитета у Београду, а деда Влајко Стојиљковић, председник Привредне коморе Србије и министар унутрашњих послова.
Од другог разреда основне школе похађала је часове глуме у школи глуме Ненада Ненадовића, а прву улогу добила је у ТВ драми Радио-телевизије Србије, Мали положајник, са својих 11. година.
Глуму је дипломирала на Факултету драмских уметности Универзитета уметности у Београду, у класи професора Драгана Петровића Пелета и асистента Милоша Биковића, после чега је завршила и постдипломске студије. С њом су студирали Тамара Алексић, Владимир Вучковић, Анђела Јовановић, Марко Грабеж, Михаило Јовановић, Јована Пантић, Ђорђе Стојковић, Марта Бјелица, Страхиња Блажић, Нина Нешковић и Вучић Перовић. Уз диплому јој је уручена и Награда „Мата Милошевић”, намењена најбољем студенту глуме за 2015. годину.
У јануару 2016. примљена је у стални ансамбл Атељеа 212, где је претходно играла у више представа. Улоге је остварила у још неколико београдских позоришта.
Била је у саставу жирија на 9. Босифесту 2018, као и 25. Сарајевском филмском фестивалу, одржаном 2019. године.

## Професионална каријера
Прво дугометражно филмско остварење у којем се појавила био је пројекат Клип, редитељке Маје Милош. Јована је тада била ученица треће године средње школе, а филм је премијерно приказан 2012. године. Током студија је добила улоге у представама Ћелава певачица, Казимир и Каролина и Танго, Атељеа 212, Сан летње ноћи Позоришта „Бошко Буха“, док је у комаду Рођендан господина Нушића Звездара театра била у алтернацији са Тамаром Драгичевић. Улоге је тумачила у филму Кад љубав закасни и телевизијској серији Самац у браку, рађеним по мотивима Мир-Јам, те насловима Бранио сам Младу Босну и Бићемо прваци света. Играла је у неколико кратких филмова. Прву значајнију улогу одиграла је у филму Панама из 2015, где јој је поверен главни женски лик. Њеног партнера у том остварењу тумачио је Славен Дошло. Филм је исте године приказан на Канском фестивалу, а главни јунаци су се појавили међу званицама.
За улогу у том филму, Јовани Стојиљковић је припало посебно признање на фестивалу Синема сити у Новом Саду. Награда Царица Теодора додељена јој је на Филмским сусретима у Нишу. На фестивалу LIFFE у Лесковцу, поделила је награду „Златни лешник” за најбољу женску улогу са словеначком глумицом Инти Шрај. Поред Канског и фестивала фестивала широм Србије, филм је учествовао на 20. Међународном фестивалу у Бусану.
Касније се појавила у улози Албанке у филму Отаџбина, редитеља Олега Новковића, као и у телевизијској серији Чизмаши. До краја 2015. играла је у премијери представе Чаробњак из Оза, Позоришта „Бошко Буха“, као и Клаустрофобична комедија, Звездара театра. Почетком 2016. примљена је у стални ангажман у Атељеу 212, заједно са још неколико младих глумаца. Исте године је играла у остварењу Sarajevo Songs of Woe, као и у неколико кратких филмова, за које је вишеструко награђена. Тако је за улогу Дуње у краткометражном остварењу Град добила награде на студентском фестивалу у Илиноису, односно на омладинском фестивалу Youth Sarajevo. Такође, на Башта фесту у Бајиној Башти, поред тог, награђена је и за улогу у филму Једна ноћ.
Исте године остварила је запаженију улогу у телевизијској серији Сумњива лица, која је приказивана на Радио-телевизији Србије.  Значајно остварење у њеној каријери била је и представа Хамлет, Југословенског драмског позоришта, рађеној по истоименој трагедији Вилијама Шекспира. У поставци тог комада, редитеља Александра Поповског, тумачила је лик Офелије. Представа је извођена до краја наредне календарске године, током које је глумица остварила још две премијере у свом матичном позоришту. На сцени Атељеа 212 добила је улоге у насловима Детроит, односно Урнебесна тама. Радио-телевизија Србије је у оквиру ТВ театра екранизовала представу Казимир и Каролина из 2014. У трилеру Моја ћерка је нестала, Јована Стојиљковић је играла лик Лауре. Запажену улогу током 2017. године тумачила је у серији Драгана Бјелогрлића, Сенке над Балканом, где се појавила као Бојана Антић, која је у том пројекту представљена као једна од првих жена патолога у Србији. Према оцени блога Belgrade Edt Culture, Јована Стојиљковић је одабрана за најбољу младу глумицу у сезони 2016/17, док ју је Татјана Њежић, новинарка листа Блиц, сврстала међу три најзапаженије младе глумице у 2017. години, уз Јовану Гавриловић и Милицу Гојковић.
Током 2018. године, Јована Стојиљковић је остварила главну женску улогу у серији Јутро ће променити све, а за њен приказ добила награду „Милена Дравић” на Федису по завршетку телевизијске сезоне. Током снимања тог пројекта, паралелно је радила на представи Пет живота претужног Милутина у својој матичној кући. Велико и значајно остварење у том периоду њене каријере био је и филм Јужни ветар, са својим наставцима у виду истоимене телевизијске серије односно другог дела под називом Убрзање. Ту јој је такође поверена главна женска улога, партнерка насловног јунака, Петра Мараша. Наредне године играла је у филму Шавови и за улогу Иване, ћерке главне јунакиње, награђена на Сомбор филм фесту. Појавила се и у телевизијској серији Жмурке, а остварила је и премијеру представе Хомо Фабер у Атељеу 2012. Као алтернација је играла улоге Милене Живановић у представама Отело и Краљ Бетајнове. У Народном позоришту се остварила у улози Софке, главне јунакиње Нечисте крви у режији Милана Нешковића. За то остварење јој је исте године уручена награда из Фондације „Ружица Сокић”, док је 2022. добила и награду „Петар Банићевић”. Похвалне критике добила је и за улогу у представи Бели бубрези, Атељеа 212. Ту је наредне године премијерно играла у комаду Дабогда те мајка родила. Играла је у кратком филму Пред нама, док је у остварењу Келти имала мању улогу. Једну од главних улога одиграла је у серији Подручје без сигнала, хрватске продукције. Поверене су јој главне улоге у филмовима Вера и Пукотина у леду. Крајем 2022. у Атељеу 212 премијерно је изведена представа Револт.
По други пут је добила Награду Царица Теодора на 58. Филмским сусретима, за насловну улогу у филму Вера.

## Улоге

### Позоришне представе
| Наслов                        | Улога                                    | Редитељ                   | Позориште                       | Премијера           |
| ----------------------------- | ---------------------------------------- | ------------------------- | ------------------------------- | ------------------- |
| Пази вамо                     | Маша                                     | Бојана Лазић              | Позориште „Бошко Буха”          | 9. децембар 2010.   |
| Смешне прециозе               |                                          | Марко Томановић           | Установа културе „Вук”          | 20. јул 2012.       |
| Отело                         | Дездемона (алтернација Милени Живановић) | Милош Лолић               | Југословенско драмско позориште | 23. децембар 2012.  |
| Ћелава певачица               | Гђа Мартин                               | Исидора Гонцић            | Атеље 212                       | 23. март 2014.      |
| Рођендан господина Нушића     | Боба (алтернација Тамари Драгичевић)     | Небојша Брадић            | Звездара театар                 | 10. април 2014.     |
| Сан летње ноћи                | Хермија                                  | Ђурђа Тешић               | Позориште „Бошко Буха”          | 6. новембар 2014.   |
| Казимир и Каролина            | Мариа                                    | Снежана Тришић            | Атеље 212                       | 8. децембар 2014.   |
| Танго                         | Ала                                      | Филип Гринвалд            | Атеље 212                       | 29. април 2015.     |
| Чаробњак из Оза               | Дороти                                   | Сташа Копривица           | Позориште „Бошко Буха“          | 7. новембар 2015.   |
| Клаустрофобична комедија      | Весела Крај                              | Дарко Бајић               | Звездара театар                 | 14. децембар 2015.  |
| Хамлет                        | Офелија                                  | Александар Поповски       | Југословенско драмско позориште | 17. септембар 2016. |
| Детроит                       | Шерон                                    | Олег Новаковић            | Атеље 212                       | 9. фебруар 2017.    |
| Урнебесна тама                | Дорш                                     | Јована Томић              | Атеље 212                       | 7. децембар 2017.   |
| Краљ Бетајнове                | Францка (алтернација Милени Живановић)   | Милан Нешковић            | Југословенско драмско позориште | 3. април 2018.      |
| Пет живота претужног Милутина |                                          | Александра Милавић Дејвис | Атеље 212                       | 10. јун 2018.       |
| Хомо Фабер                    | Сабет                                    | Ана Томовић               | Атеље 212                       | 7. март 2019.       |
| Нечиста крв                   | Софка                                    | Милан Нешковић            | Народно позориште у Београду    | 12. април 2019.     |
| Бели бубрези                  | Гђа Мартин                               | Исидора Гонцић            | Атеље 212                       | 29. новембар 2019.  |
| Дабогда те мајка родила       | Анђео (Мала)                             | Татјана Мандић Ригонат    | Атеље 212                       | 11. септембар 2020. |
| Револт                        |                                          | Јована Томић              | Атеље 212                       | 23. децембар 2022.  |

### Филмографија
|                   | 2000▼ | 2010▼ | 2020▼ | Укупно |
| ----------------- | ----- | ----- | ----- | ------ |
| Дугометражни филм | 0     | 9     | 5     | 14     |
| ТВ филм           | 1     | 1     | 0     | 2      |
| ТВ серија         | 0     | 8     | 6     | 14     |
| Кратки филм       | 0     | 5     | 1     | 6      |
| Укупно            | 1     | 23    | 12    | 36     |

| Год.       | Назив                            | Улога            |
| ---------- | -------------------------------- | ---------------- |
| 2000-е▲    |                                  |                  |
| 2004.      | Мали положајник (ТВ филм)        | Сања             |
| 2010-е▲    |                                  |                  |
| 2012.      | Клип                             | Тања             |
| 2014.      | Кад љубав закасни                | Татјана          |
| 2014.      | Самац у браку (серија)           | Татјана          |
| 2014.      | Сама (кратки филм)               | Ана              |
| 2014.      | Ноћас ми срце пати (кратки филм) | Ива              |
| 2014.      | Бранио сам Младу Босну           | Јелена           |
| 2015.      | Бранио сам Младу Босну (серија)  | Јелена           |
| 2015.      | Бићемо прваци света              | Ксенија          |
| 2015.      | Панама                           | Маја Јовановић   |
| 2015.      | Отаџбина                         | Албанка          |
| 2015.      | Чизмаши (серија)                 | Драгиња          |
| 2016.      | Град (кратки филм)               | Дуња             |
| 2016.      | Прваци света (серија)            | Ксенија          |
| 2016.      | Sarajevo Songs of Woe            |                  |
| 2016.      | Једна ноћ (кратки филм)          | Софија           |
| 2016.      | Тата (кратки филм)               | Азра             |
| 2016—2017. | Сумњива лица (серија)            | Маја             |
| 2017.      | Моја ћерка је нестала (ТВ филм)  | Лаура            |
| 2017—2020. | Сенке над Балканом (серија)      | Бојана Антић     |
| 2018.      | Јужни ветар                      | Софија           |
| 2018.      | Јутро ће променити све (серија)  | Анђела           |
| 2019.      | Шавови                           | Ивана            |
| 2019.      | Жмурке (серија)                  | Госпођа Зекавица |
| 2020-е▲    |                                  |                  |
| 2020—2022. | Јужни ветар (серија)             | Софија           |
| 2020.      | Пред нама (кратки филм)          | Јасна            |
| 2021.      | Келти                            | Девојка на улици |
| 2021.      | Јужни ветар 2: Убрзање           | Софија           |
| 2021—2022. | Подручје без сигнала (серија)    | Шејла            |
| 2022.      | Јужни ветар 2: Убрзање (серија)  | Софија           |
| 2022.      | Вера                             | Вера Пешић       |
| 2023.      | Вера (серија)                    | Вера Пешић       |
| 2023.      | Јужни ветар: На граници (серија) | Софија           |
| 2023.      | Деца зла (серија)                | Бојана Новаковић |
| 2024.      | Пукотина у леду                  | Марија           |
| 2024.      | Буди Бог с нама                  |                  |
| 2024.      | Yugo Florida                     |                  |

### Гласовне улоге
| Радио драме                   |
| ----------------------------- |
| - Дјевојка црвене косе (2019) |

## Награде и признања
| Година | Остварење | Награда                                                                                                |
| ------ | --- | --- |
| 2015.  | | Годишња награда Факултета драмских уметности Универзитета уметности у Београду за академску 2014/2015. |
| 2015.  | Награда „Мата Милошевић”, Факултета драмских уметности Универзитета уметности у Београду, намењена најбољем студенту глуме за 2015. годину.  | |
| 2015.  | Награда „др Бранивоје Ђорђевић”, Факултета драмских уметности Универзитета уметности у Београду, за највиши просек оцена из предмета Дикција | |
| 2015.  | Панама | Посебно признање на фестивалу Cinema City због природне, уверљиве, харизматичне и дирљиве изведбе      |
| 2015.  | Панама | Награда Царица Теодора за улогу Маје на 50. Фестивалу глумачких остварења Филмски сусрети у Нишу       |
| 2015.  | Панама | Глумица вечери на 50. Филмским сусретима                                                               |
| 2015.  | Панама | „Златни лешник” за најбољу женску улогу на фестивалу LIFFE у Лесковцу                                  |
| 2016.  | Град | Награда за најбољу женску улогу на студентском фестивалу у Илиноису                                    |
| 2016.  | Град | Награда за најбољу женску улогу на омладинском фестивалу Youth Sarajevo.                               |
| 2016.  | Град | Златна интерпретација на трећем „Башта фесту” у Бајиној Башти                                          |
| 2016.  | Једна ноћ | |
| 2019.  | Јутро ће променити све | Награда „Милена Дравић” на 9. по реду Федису                                                           |
| 2019.  | Шавови | Награда за глумицу до 30 година старости на другом Сомбор филм фесту                                   |
| 2019.  | Нечиста крв | Награда „Ружица Сокић”                                                                                 |
| 2022.  | Нечиста крв | Награда „Петар Банићевић”                                                                              |
| 2023.  | Вера | Награда Срце Сарајева за најбољу глумицу                                                               |
| 2023.  | Вера | Награда Царица Теодора на 58. Филмским сусретима у Нишу                                                |
| 2023.  | Вера | Награда „Милена Дравић” на 13. Федису                                                                  |